# Saša Zagorac
Saša Zagorac (Lubiana, 1º gennaio 1984) è un ex cestista sloveno; ha un fratello maggiore, Željko, anch'egli cestista.

## Palmarès

### Squadra
- Campionato sloveno: 1

Union Olimpija: 2003-04
- Coppa di Slovenia: 1

Union Olimpija: 2004

### Nazionale
- Europei: 
Romania/Finlandia/Israele/Turchia 2017